# Jean-Joseph Hirth
Jean-Joseph Hirth, MAfr, (* 21. März 1854 in Spechbach-le-Bas (Niederspechbach) bei Altkirch, Elsass, Frankreich; † 6. Januar 1931 in Kabgayi, heute Ruanda) war ein französischer Geistlicher in Deutsch-Ostafrika. Er gilt als Gründer der Kirche in Ruanda und des Ordens Benebikira Sisters of Rwanda.
Hirth war Sohn des Lehrers Jean Hirth und Catherine Saune. Seine Muttersprachen waren deutsch und französisch. Nach der Grundschule trat er in die Sekundarschule in Altkirch ein, studierte an den kleinen Seminaren von Lachapelle-sous-Rougemont und Zillisheim und besuchte dann das Kolleg in Luxeuil-les-Bains. Nach der Eroberung des Elsasses durch die Deutschen wählte er die französische Staatsbürgerschaft. Er studierte von 1873 bis 1875 Theologie am Großen Seminar in Nancy und anschließend im Priesterseminar der Weißen Väter. Am 12. Oktober 1876 legte er die Gelübde bei den Weißen Vätern ab.
Hirth wurde am 15. September 1878 von Charles Martial Lavigerie, Erzbischof von Alger, zum Priester für die Weißen Väter geweiht. 1887 wurde er nach Uganda versetzt und begann im Oktober in Bukumbi am Südufer des Victoriasees mit dem Aufbau einer Katechetenschule und eines kleinen Seminar. Am 4. Dezember 1889 ernannte Papst Leo XIII. ihn zum Titularbischof von Theveste und Apostolischen Vikar von Victoria-Nyanza, welches in den heutigen Ländern Uganda, Ruanda, Burundi und Tansania. Léon-Antoine-Augustin-Siméon Livinhac, MAfr, sein Vorgänger als Apostolischer Vikar von Victoria-Nyanza, weihte ihn am 25. Mai 1890 zum Bischof. Am 13. Juli 1894 wurde das Vikariat geteilt. Das Apostolische Vikariat Oberer Nil wurde Henry Hanlo MHM übergeben und Hirth übernahm das Apostolische Vikariat Süd-Victoria-Nyanza. Am 12. Dezember 1912 wurde das Apostolische Vikariat Kivu durch Papst Pius X. abgetrennt und Hirth zum ersten Apostolischen Vikar, während sein Koadjutor Joseph Sweens das restliche Apostolische Vikariat leitete. Am 25. Oktober 1920 nahm Papst Benedikt XV. seinen Rücktritt an. Er lehrte weiterhin am Priesterseminar in Kabgayi. Einer seiner Schüler war 1921 der junge Aloys Bigirumwami, der später erster afrikanischer Bischof wurde.